# Knockhall Castle
Knockhall Castle ist eine Burgruine in der Nähe von Newburgh in Aberdeenshire, Schottland. 

## Geschichte
Die Burg wurde 1565 von Lord Sinclair of Newburgh an der Mündung des Flusses Ythan als Wohnturm errichtet. Im 17. Jahrhundert gelangte sie in den Besitz des Clan Udny, der Knockhall Castle im Jahr 1634 bezog. 1639 wurde die Burg beschädigt, als es vom Earl Marischal für die Covenanters genommen wurde. Diese Besetzung war allerdings zeitlich begrenzt, so dass die Burgs wieder an den Clan Udny zurückging. Dieser bewohnte Knockhall Castle bis zur Zerstörung durch ein Feuer im Jahr 1734. Der Clan zog wieder in seinen ursprünglichen Herrschaftssitz Udny Castle und gab Knockhall Castle endgültig auf.
Die Mauern befinden sich heute noch in gutem Zustand und lassen erahnen, wie die Burg zu ihrer Blütezeit aussah.